# Annie Ross
Annie Ross (Londra, 25 luglio 1930 – New York, 21 luglio 2020) è stata una cantante e attrice britannica, nota per essere stata membro del trio vocale statunitense Lambert, Hendricks & Ross.

## Discografia
- Singin' and Swingin'  (con Dorothy Dunn e Shelby Davis) (1952)
- King Pleasure Sings / Annie Ross Sings (1952)
- Tony Crombie and His Orchestra (1954) (Decca DFE6247)
- Annie by Candlelight (1956)
- Nocturne for Vocalist (EP) (1956)
- Sings a Song with Gerry Mulligan! (1958)
- A Gasser! (con Zoot Sims) (1959)
- Gypsy (1959)
- Loguerhythms (1962)
- Sings a Handful of Songs (1963)
- Facade (1967)
- In Hoagland (con Hoagy Carmichael e Georgie Fame) (1981)
- Music Is Forever (1995)
- Cool for Kids (2001)
- Let Me Sing (2005)

### Album dal vivo
- Annie Ross & Pony Poindexter (1966)
- You and Me Baby (1971)
- Annie Ross in Poland, 1965 (2002)
- Live in London, 1965 (2006)

### Colonne sonore
- Cranks (Original London Cast Recording) (1955)
- Short Cuts (1993)

### Lambert, Hendricks & Ross
- Sing a Song of Basie (1957)
- Sing Along with Basie (1958)
- The Swingers! (1958)
- Lambert, Hendricks, & Ross! (conosciuto anche come The Hottest New Group in Jazz) (1959)
- Sing Ellington (1960)
- The Real Ambassadors (con Louis Armstrong, Dave Brubeck e Carmen McRae) (1962)
- High Flying (conosciuto anche come The Way-Out Voices of Lambert, Hendricks and Ross) (1962)

## Filmografia
- Presenting Lily Mars (1943)
- Quattro farfalle per un assassino (1972)
- The Wicker Man (1973) (voce)
- La notte del licantropo (1974) (voce)
- Alfie Darling (1975)
- Yankees (1979)
- Superman III (1983)
- Trading Hearts (1987)
- Getta la mamma dal treno (1987)
- La casa 4 (1988)
- Basket Case 2 (1990)
- Alza il volume (1990)
- Basket Case 3: The Progeny (1992)
- America oggi (Short Cuts), regia di Robert Altman (1993)
- Blue Sky, regia di Tony Richardson (1994)